# Krasynicze
Krasynicze (biał. Красынічы; ros. Красыничи) – wieś na Białorusi, w obwodzie brzeskim, w rejonie hancewickim, w sielsowiecie Oharewicze. Obecnie w skład wsi wchodzi również dawny zaścianek Żydowicze.
W dwudziestoleciu międzywojennym Krasynicze i Żydowicze leżały w Polsce, w województwie poleskim, w powiecie łuninieckim, gminie Kruhowicze.